# Brough (Cumbria)
Brough è un villaggio e parrocchia civile dell'Inghilterra, appartenente alla contea della Cumbria.